# Lissonota kambaitensis
Lissonota kambaitensis là một loài tò vò trong họ Ichneumonidae.